# Anolis proboscis
Anolis proboscis – gatunek jaszczurki z rodziny Anolidae. Endemit Ekwadoru. Charakteryzuje się wyrostkiem na pysku, występującym tylko u samców.

## Systematyka i morfologia
Gatunek ten zalicza się do rodzaju Anolis, klasyfikowanego obecnie w monotypowej rodzinie Anolidae. W przeszłości rodzaj ten zaliczany był do licznej w gatunki rodziny legwanowatych (Iguanidae).
Epitet gatunkowy odnosi się do przypominającego trąbę wyrostka sterczącego z pyska jaszczurki. Odgrywa on rolę w dobieraniu się w pary.

## Rozmieszczenie geograficzne
Anolis ten występuje na zachodnich stokach Andów w prowincji Pichincha w północno-zachodnim Ekwadorze. Obserwowany był w zakresie wysokości 1209–1735 m n.p.m.
Jaszczurki te żyją w tropikalnych wilgotnych lasach górskich, znajdywano je jednak też w okolicach pastwisk, w lasach wtórnych i przy drogach.

## Zagrożenia i ochrona
W Czerwonej księdze gatunków zagrożonych IUCN Anolis proboscis jest klasyfikowany jako gatunek zagrożony (EN, ang. Endangered) głównie ze względu na jego niewielki zasięg występowania.
Generalnie gatunek ten jest rzadki, choć w niektórych lokalizacjach spotykany jest często.